# مارغريتا مبيوانجي
مارغريتا مبيوانجي (بالإنجليزية: Margarita Mbywangi)‏ (من مواليد 1962) هي قائدة أصلية في آشي تم تعيينها في عام 2008 وزيرة شؤون السكان الأصليين في باراغواي. وقد ركزت أهدافها الرئيسية على اكتساب حقوق الشعوب الأصلية في الأرض وحماية الأراضي في باراغواي وتحسين حصول الشعوب الأصلية على مياه الشرب والغذاء والرعاية الصحية. عملت مارغريتا أيضًا كشاعرة ماهرة ونقلت عنها هيئة الإذاعة البريطانية (بي بي سي) قولها: "بالنسبة للهندي فإن الغابة تمثل" أمه وحياته وحاضره ومستقبله".
في 18 أغسطس 2008 عين رئيس باراجواي فرناندو لوغو مارغريتا مبيوانجي، عضو مجموعة أخي الأصلية في باراجواي الشرقية، كوزيرة لشئون السكان الأصليين، لتصبح أول شخص من السكان الأصليين يشغل هذا المنصب في باراجواي.
ووفقاً لمصادر إخبارية مختلفة، فقد تم أسرها في سن الرابعة في الغابة بالقرب من مجتمع أتشيه في تشوبابو وتم بيعها عدة مرات لتعمل قسريًا لأسر أصحاب المزارع. تم إرسالها إلى المدرسة، لذلك تعلمت القراءة والكتابة، وفي عام 2008 حصلت على دبلوم المدرسة الثانوية.
ووعدت الأم لثلاثة أطفال بمقابلة أولئك الذين عارضوا تعيينها، ومن أجل تخفيف مخاوفهم، قالت: «سنساعد على الفور الزملاء من مختلف المجتمعات الذين يعانون من وضع صعب بسبب نقص مياه الشرب، والطعام والملابس.»